# Tavares (banda)
Tavares o Los hermanos Tavares son un popular grupo de música estadounidense de disco, R&B y soul compuesto por cinco hermanos de New Bedford, Massachusetts, de origen caboverdiano.

## Miembros de la banda
- Ralph Vierra Tavares ("Ralph"), nacido el 10 de diciembre de 1942, fallecido el 8 de diciembre de 2021.
- Arthur Paul Tavares ("Pooch"), nacido el 12 de noviembre de 1943, fallecido el 15 de abril de 2024.
- Antoine Lee Tavares ("Chubby"), nacido el 2 de junio de 1945.
- Feliciano Tavares ("Butch"), nacido el 18 de mayo de 1947.
- Perry Lee Tavares ("Tiny"), nacido el 24 de octubre de 1949.

## Discografía

### Álbumes de estudio
| Año                                                                   | Álbum            | Posición en las listas | Posición en las listas | Posición en las listas | Discográfica |
| Año                                                                   | Álbum            | U.S.                   | U.S. R&B               | UK                     | Discográfica |
| --------------------------------------------------------------------- | ---------------- | ---------------------- | ---------------------- | ---------------------- | ------------ |
| 1973                                                                  | Check It Out     | 160                    | 20                     | —                      | Capitol      |
| 1974                                                                  | Hard Core Poetry | 121                    | 11                     | —                      | Capitol      |
| 1975                                                                  | In the City      | 26                     | 8                      | —                      | Capitol      |
| 1976                                                                  | Sky High!        | 24                     | 20                     | 22                     | Capitol      |
| 1977                                                                  | Love Storm       | 59                     | 15                     | —                      | Capitol      |
| 1978                                                                  | Future Bound     | 115                    | 55                     | —                      | Capitol      |
| 1979                                                                  | Madame Butterfly | 92                     | 13                     | —                      | Capitol      |
| 1980                                                                  | Supercharged     | 75                     | 20                     | —                      | Capitol      |
| 1980                                                                  | Love Uprising    | —                      | —                      | —                      | Capitol      |
| 1982                                                                  | New Directions   | 137                    | 30                     | —                      | RCA          |
| 1983                                                                  | Words and Music  | —                      | 48                     | —                      | RCA          |
| "—" indica que el álbum no entró en la lista de éxitos o no se vendió |                  |                        |                        |                        |              |

### Recopilaciones
| Año                                                                   | Álbum                             | Posición en las listas | Posición en las listas | Posición en las listas | Discográfica |
| Año                                                                   | Álbum                             | U.S.                   | U.S. R&B               | UK                     | Discográfica |
| --------------------------------------------------------------------- | --------------------------------- | ---------------------- | ---------------------- | ---------------------- | ------------ |
| 1977                                                                  | The Best of Tavares               | 72                     | 42                     | 39                     | Capitol      |
| 1996                                                                  | Capitol Gold: The Best of Tavares | —                      | —                      | —                      | Capitol      |
| 2004                                                                  | Anthology                         | —                      | —                      | —                      | Capitol      |
| "—" indica que el álbum no entró en la lista de éxitos o no se vendió |                                   |                        |                        |                        |              |

### Sencillos
| Año                                                                     | Canción                                    | Posición en las listas | Posición en las listas | Posición en las listas | Posición en las listas |
| Año                                                                     | Canción                                    | U.S. Hot 100           | U.S. R&B               | U.S. Dance             | UK                     |
| ----------------------------------------------------------------------- | ------------------------------------------ | ---------------------- | ---------------------- | ---------------------- | ---------------------- |
| 1973                                                                    | "Check It Out"                             | 35                     | 5                      | —                      | —                      |
| 1974                                                                    | "That's the Sound That Lonely Makes"       | 70                     | 10                     | —                      | —                      |
| 1974                                                                    | "Too Late"                                 | 59                     | 10                     | —                      | —                      |
| 1974                                                                    | "She's Gone"                               | 50                     | 1                      | —                      | —                      |
| 1975                                                                    | "Remember What I Told You to Forget"       | 25                     | 4                      | —                      | —                      |
| 1975                                                                    | "It Only Takes a Minute"                   | 10                     | 1                      | 3                      | —                      |
| 1975                                                                    | "Free Ride"                                | 52                     | 8                      | —                      | —                      |
| 1976                                                                    | "The Love I Never Had"                     | —                      | 11                     | —                      | —                      |
| 1976                                                                    | "Heaven Must Be Missing an Angel (Part 1)" | 15                     | 3                      | 1                      | 4                      |
| 1976                                                                    | "Don't Take Away the Music"                | 34                     | 15                     | 1                      | 4                      |
| 1977                                                                    | "Might Power of Love"                      | —                      | —                      | —                      | 25                     |
| 1977                                                                    | "Whodunit"                                 | 22                     | 1                      | —                      | 5                      |
| 1977                                                                    | "Goodnight My Love"                        | —                      | 14                     | —                      | —                      |
| 1977                                                                    | "One Step Away"                            | —                      | —                      | —                      | 16                     |
| 1977                                                                    | "More Than a Woman"                        | 32                     | 36                     | —                      | 7                      |
| 1978                                                                    | "The Ghost of Love (Part 1)"               | —                      | 48                     | —                      | 29                     |
| 1978                                                                    | "Timber"                                   | —                      | 94                     | —                      | —                      |
| 1978                                                                    | "Slow Train to Paradise"                   | —                      | —                      | —                      | 62                     |
| 1979                                                                    | "Never Had a Love Like This Before"        | —                      | 5                      | —                      | —                      |
| 1979                                                                    | "Straight from Your Heart"                 | —                      | 77                     | —                      | —                      |
| 1979                                                                    | "Bad Times"                                | 47                     | 10                     | —                      | —                      |
| 1980                                                                    | "I Can't Go on Living Without You"         | —                      | 42                     | —                      | —                      |
| 1980                                                                    | "Love Uprising"                            | —                      | 17                     | —                      | —                      |
| 1981                                                                    | "Loneliness"                               | —                      | 64                     | —                      | —                      |
| 1981                                                                    | "Turn Out the Nightlight"                  | —                      | 45                     | —                      | —                      |
| 1981                                                                    | "Loveline"                                 | —                      | 47                     | —                      | —                      |
| 1982                                                                    | "A Penny for Your Thoughts"                | 33                     | 16                     | —                      | —                      |
| 1983                                                                    | "Got to Find My Way Back to You"           | —                      | 24                     | —                      | —                      |
| 1983                                                                    | "Deeper in Love"                           | —                      | 10                     | 41                     | —                      |
| 1983                                                                    | "Words and Music"                          | —                      | 29                     | —                      | —                      |
| 1986                                                                    | "Heaven Must Be Missing an Angel" (remix)  | —                      | —                      | —                      | 12                     |
| 1986                                                                    | "It Only Takes a Minute" (re-release)      | —                      | —                      | —                      | 46                     |
| "—" indica que la canción no entró en la lista de éxitos o no se vendió |                                            |                        |                        |                        |                        |

## Curiosidades
El dúo de DJs Daft Punk utilizó partes de "Break Down For Love" de Tavares para crear su canción "High Life".